# Права человека в Таиланде
Права человека в Таиланде описаны в Конституции Таиланда 2016 года. Действующая конституция Таиланда была принята на Всенародном конституционном референдуме 7 августа 2016 года.
В четвертом разделе конституции предусматриваются: "права на человеческое достоинство, свободу и равенство людей должны быть защищены". Положения, касающиеся прав человека, остались такими же, как и в Конституции 2007 года. В раздела 26 — 63 конституции изложен широкий круг конкретных прав в таких сферах, как уголовное правосудие, образование, религия, свобода выражения мнения, недопустимость дискриминации.
Конституция 2007 года восстановила многие из прав человека, которые были записаны еще в народной Конституции 1997 года. Это касается прав на свободу слова, свободу печати, мирных собраний, ассоциаций, вероисповедания,
передвижения внутри страны и за рубежом.
Конституция 1997 года была отменена в сентябре 2006 года после Государственного переворота. Военный режим ввел временную Конституцию, которая был действующей до 2007 года и принятой  путем проведения референдума. В 2007 году временная конституция была заменена на Конституцию 2007 года. В мае 2014 года Национальный совет за мир и порядок — военное правительство Таиланда, пришедшее к власти в результате военного переворота 22 мая 2014 года, отменило Конституцию 2007 года. Конституция 2007 года была заменена временной Конституцией 22 июля 2014 года.

## Конституционные гарантии
В Конституцию 1997 года были введены многие новые права. В их число входило право на бесплатное образование, права традиционных сообществ и право на мирный протест, права детей, пожилых людей, права инвалидов и равенство полов. Также были предусмотрены свобода информации, право на здравоохранение и образование, потребительское право. В общей сложности количество прав в Конституции 1997 года достигло 40, а в Конституции 1932 года, было признано всего девять прав.

## Нарушение прав человека
Тайское правительство, как записано в Конституции, уважает права своих граждан. Однако Государственный департамент США, отслеживающий соблюдение прав человека в интересующих его странах, зарегистрировал проблемы с соблюдением прав человека в Таиланде.
Проблемой в Таиланде был обман людей и их незаконное трудоустройство. Предприниматели набирали людей, заинтересованных в трудоустройстве и незаконно устраивали их на работу рыбаками на рыболовные траулеры, ловящие рыбу в Сиамском заливе и Южно-Китайском море. Этим людям обещали хорошо оплачиваемые рабочие места, но вместо этого они были вынуждены работать до нескольких лет в море с нарушением трудовых соглашений и безопасности труда. Эту проблему широко освещали американские СМИ, включая «Гардиан», «Ассошиэйтед Пресс», и «Нью-Йорк Таймс» и др. Ассошиэйтед Пресс даже награждало СМИ, освящающие эти проблемы, журналистской  Премией Джорджа Полка.
Другой проблемой с соблюдением прав человека, особенно в сельской местности страны, было похищение детей и использование их в своих целях (принудительный труд, попрошайничество) в крупных городах, таких как Бангкок и Пхукет.
После государственного переворота в 2006 году в стране вводился запрет на политические выступления и критику правительства. В тайских провинциях было закрыто около трехсот радиостанций.
Таиланд со 2 октября 2007 года является участником Конвенции Организации Объединенных Наций против пыток. В разделе 28 тайской  Конституции 2016 года говорится, что пытки относятся к жестоким наказаниям и должны быть запрещены. Однако в Тайский юридической системе нет определения пытки и сама пытка не признается в качестве преступления.
Иностранные беженцы, включая бирманских (около 140 000 человек), считаются тайским правительством противозаконными и подлежащими аресту
. Тайская полиция и военизированные формирования  регулярно задерживают беженцев и отправляют их в один из Таиландских иммиграционных центров, после чего их депортируют в Бирму (Мьянму).
Законодательство Таиланда с 9 сентября 2015 года запрещает дискриминацию людей по сексуальной ориентации
Однако, несмотря на законодательство, тайские транссексуалы иногда сталкиваются с дискриминацией, особенно в сфере труда.